# 62 Dywizja Piechoty (III Rzesza)
62 Dywizja Piechoty (niem. 60. Infanterie-Division) – niemiecka dywizja z czasów II wojny światowej, brała udział w agresji na Polskę, Belgię i Francję oraz ataku na Związek Radziecki.

## Formowanie i szlak bojowy
Sformowana na mocy rozkazu z 26 sierpnia 1939 w 2. fali mobilizacyjnej przez Artillerie – Kommandeur 8 w Kątach Wrocławskich w VIII Okręgu Wojskowym.
Szlak bojowy rozpoczęła od agresji na Polskę. Następnie dokonała agresji na belgię i Francję. Od 22 czerwca 1941 brała udział w ataku na Związek Radziecki. Walki przeciw Armii Czerwonej toczyła pod Kijowem i Charkowem. Największe straty poniosła w walkach pod Stalingradem ratując od zagłady włoską 8 Armię. Rozbita została w 1944 pod Jassami.
Z niedobitków oraz z niedoświadczonych żołnierzy z 583 Dywizji Grenadierów Ludowych utworzono 22 września 1944 62 Dywizję Grenadierów Ludowych (62. Volks-Grenadier-Division).
Po reorganizacji została przerzucona na front zachodni, gdzie wzięła udział m.in. w ofensywie ardeńskiej. Wraz z końcem wojny oddała się do niewoli armii USA pod Düsseldorfem.

## Dowódcy dywizji
- gen. mjr/gen. por. Walter Keiner 26 VIII 1939 – 17 IX 1941
- gen. por. Rudolf Friedrich 23 IX 1941 – 15 IX 1942
- gen. mjr Richard – Heinrich von Reuss 15 IX 1942 – 22 XII 1942
- gen. mjr Erich Gruner 22 XII 1942 – 31 I 1943
- gen. por. Helmuth Hoffmann 31 I 1943 – 5 XI 1943
- płk Eberding XI 1943 – 14 XI 1943
- gen. por. Botho Graf von Hülsen 14 XI 1943 – 10 III 1944
- płk/gen. mjr Louis Tronnier 10 III 1944 – VIII 1944
- gen. mjr Friedrich Kittel 1 XI 1944 – XII 1944
- płk/gen. mjr Fritz Warnecke XII 1944 – I 1945
- gen. mjr Friedrich Kittel I 1945 – III 1945
- płk Arthur Jüttner 10 III 1945 – 17 IV 1945

## Struktura organizacyjna
| VIII 1939                        | XI 1943             | VII 1944  | IX 1944   |
| -------------------------------- | ------------------- | --------- | --------- |
| 164 pp                           | 179 pgren           | 112 pgren | 164 pgren |
| 183 pp                           | 38 grupa dywizyjna  | 179 pgren | 183 pgren |
| 190 pp                           | * 108 grupa pułkowa | 415 pgren | 190 pgren |
|                                  | * 112 grupa pułkowa | 62 bfiz   | 62 kfiz   |
| 162 pułk artylerii               |                     |           |           |
|                                  | II/138 pa           |           |           |
| 162 batalion saperów (pionierów) |                     |           |           |
| 162 orozp                        |                     |           |           |
| 162 oddział przeciwpancerny      |                     |           |           |
| 162 oddział łączności            |                     |           |           |
| 162 osan                         |                     |           |           |
| 162 batalion zapasowy            |                     |           |           |